# Pierre Ziller
Pour les articles homonymes, voir Ziller (homonymie).
Pierre Ziller, né le 9 février 1909 à Haguenau (Bas-Rhin) et mort le 17 décembre 1971 à Grasse (Alpes-Maritimes), est un résistant et homme politique français.

## Biographie
Fils d'une famille de commerçants alsaciens, il entame sa vie professionnelle dans une entreprise de traitement du houblon à Strasbourg dans les années 1930.
Mobilisé en 1939, il ne rejoint pas l'Alsace, annexée par le Reich allemand, après son retour à la vie civile, et entre en résistance.
Arrêté et emprisonné une première fois entre novembre 1941 et juillet 1942, il l'est une deuxième fois le 13 mai 1943 en compagnie de Wolf Wexler et Pierre Le Couster sur dénonciation de  Jean Multon. Torturé par la Gestapo d' Ernst Dunker  avant d'être déporté à Buchewald, puis Dora et enfin Bergen-Belsen.
Son action dans la résistance lui vaut plusieurs décorations, dont la légion d'honneur et la croix de guerre.
En tant que résistant et ancien déporté, il est chargé de mission au nom de la France auprès de la commission des crimes de guerre qui siège à Londres, puis au tribunal militaire international de Nuremberg.
Il s'installe ensuite à Grasse, où il travaille dans l'industrie de la parfumerie.
Gaulliste convaincu, il adhère naturellement au RPF dès sa création, et prend la tête d'une liste gaulliste à Grasse lors des municipales de 1947. Il est alors élu maire de cette ville, en s'appuyant cependant sur une majorité relative au conseil municipal.
L'inconfort politique de la situation le conduit à demander aux élus RPF de démissionner en bloc pour provoquer une élection partielle, qui a lieu en février 1949.Si sa majorité est conforté, et qu'il est réélu maire, elle reste relative. C'est sans doute une des raisons pour lesquelles il ne se représente pas en 1953.
Après la dissolution du RPF, il reste en contact avec les responsables gaullistes locaux, notamment Charles Pasqua, qui fait ses débuts politiques à Grasse, et Pierre Pasquini.
Porté par la vague gaulliste de 1958, il est élu député UNR des Alpes-Maritimes, en battant notamment le radical Emile Hugues, député sortant et ancien ministre.
Peu actif à l'Assemblée nationale, à l'exception des questions douanières, il est cependant réélu en 1962, sur la base du soutien indéfectible au général De Gaulle, se débarrassant sans trop de difficulté du parachuté Christian Pineau, ancien ministre SFIO.
De nouveau sollicité sur les questions douanières, essentiellement, mais qui prennent avec la construction du marché commun une dimension nouvelle, il intervient cependant sur d'autres questions, proposant notamment en 1963 la création d'une académie de Nice.
Réélu facilement en 1967, il subit l'année suivante la concurrence à droite d'Hervé de Fontmichel, candidat du CDP, soutenu par Jacques Médecin, et ne s'impose que de justesse au second tour.
Malade, il est très atteint psychologiquement par le décès de son fils et de ses deux petits-fils dans un accident de la route à l'été 1971. Il meurt en cours de mandat, peu de temps après.

## Mandats
- Maire de Grasse (1947-1951)
- Conseiller général du canton de Grasse-Nord (1949-1955 et 1961-1971)
- Député de la Sixième circonscription des Alpes-Maritimes (1958-1971)